# Carsten Bothe
Carsten Bothe (* 1966) ist ein deutscher Journalist und Autor.

## Leben
Nach seinem Abitur ging Carsten Bothe für zwei Jahre als Reserveoffizieranwärter (SaZ 2 ROA) zur Bundeswehr. Er war bereits früh als Jäger aktiv. Danach studierte er Biologie an der Technischen Universität Braunschweig (Diplom). Während des Studiums trat er einer Jägerschaft, später der  Braunschweiger Burschenschaft Germania bei. Zudem war er als Reserveoffizier tätig.
Die Jagd stand bei seinen Hobbys (wie Frettchenzucht, Horn, Messerherstellung) sowie seiner Diplomarbeit (Bisam-Fang) stets im Mittelpunkt. Bothe wurde Chefredakteur der Zeitschriften Büchsenmacher / Messer und Schere und Katana – Die Welt der Klingen. Zudem gründete er den Versandhandel VENATUS und arbeitet als freier Journalist.
Von 2003 bis 2005 war er Schriftleiter der Burschenschaftlichen Blätter.

## Schriften (Auswahl)
- Das Messerbuch. Kosmos, Stuttgart 2008, ISBN 978-3-440-11214-4.
- Trapperwissen. Leben in der Wildnis. Pietsch, Stuttgart 2010, ISBN 978-3-613-50642-8.
- Auf offenem Feuer. Grillen, braten, kochen. Stocker, Graz [u. a.] 2011, ISBN 978-3-7020-1297-7.
- mit Gert G. von Harling: 450 Tipps für Jagd und Jäger. Kosmos, Stuttgart 2012, ISBN 978-3-440-13187-9.